# Aspalathus astroites
Aspalathus astroites är en ärtväxtart som beskrevs av Carl von Linné. Aspalathus astroites ingår i släktet Aspalathus och familjen ärtväxter. Inga underarter finns listade i Catalogue of Life.